# Острах
Острах (њем. Ostrach) општина је у њемачкој савезној држави Баден-Виртемберг. Једно је од 25 општинских средишта округа Зигмаринген. Према процјени из 2010. у општини је живјело 6.759 становника. Посједује регионалну шифру (AGS) 8437086, NUTS и LOCODE код.

## Географски и демографски подаци
Острах се налази у савезној држави Баден-Виртемберг у округу Зигмаринген. Општина се налази на надморској висини од 611 метара. Површина општине износи 108,9 km². У самом мјесту је, према процјени из 2010. године, живјело 6.759 становника. Просјечна густина становништва износи 62 становника/km².

## Међународна сарадња
| Мјесто | Држава               | Врста сарадње | Од    |
| ------ | -------------------- | ------------- | ----- |
| Лидс   | Уједињено Краљевство | партнерство   | 1971. |
|        | Француска            | партнерство   | 1971. |
| Извор  |                      |               |       |